# 藍風くじら
藍風 くじら（あいかぜ くじら、1982年5月28日 - ）は、日本のシンガーソングライター、占い師、アニメーター、イラストレーター。東京都東村山市出身。本名は永井藍（旧性 山田）。
唄で仲間とコミュニケーションを取り、その声は地球の裏側まで聴こえるという「鯨」と同じように、唄うことで誰かと繋がっていきたいという想いのもと、シンガーソングライターとしての活動を行っている傍ら、プロの占い師"世一蜻蛉"としても活動。
2021年には「占いシンガーソングライター」「女優」としてテレビ埼玉「コンコレch」・千葉テレビ「キャストウォッチ」に出演。2022年には、自身が原案・脚本・作画などを務めるアニメ「夜舞魍魎(よまいもうりょう)」が千葉テレビ「キャストウォッチ」にて放映。同アニメのテーマソングも自身の曲が使用され、1話では声優も務めた。

## 人物
出生は福島県郡山市。父の影響で、幼い頃から歌うことが日になっていた。3歳からピアノを習い始め、6歳の時にはミュージカル、12歳でドラムを習い始める。しかし、当時は音楽を仕事にしようとは全く考えておらず、小学6年生の頃から高校生まではプロの漫画家を目指していた。帝京大学理工学部ではバイオサイエンスを学ぶ。大学4年の一年間、東村山の実家から栃木県宇都宮の大学まで片道三時間をかけて通学していた。Cocco、加藤登紀子、美空ひばりを敬愛しており、本人も「かなり影響を受けている」とのこと。

## 所属グループ
- 天聲（あまおと）
  - 藍風くじらオリジナルバンド。2024年現在、6人編成。
  - 2025年5月11日（日）大塚welcome　backにてワンマンライヴ決定！
- Money Pit Babies（マネーピットベイビーズ）
  - ごちゃまぜカバーバンド。主に昭和歌謡中心。2024年現在、6人編成。通称マネピ。
- first cry（ファーストクライ）
  - 永井ヤスシとのユニット。
- THE TORYS（ザ トリス）
  - 永井ヤスシ、永井ヒロシとのスリーピースバンド。藍風くじらの担当はドラム。2024年現在、活動休止中[3]。

## ディスコグラフィ

### 概要
代表曲「くじらいぬ」を含む全4曲入りミニ・アルバム。